# Jean Simon Eykens
Jean-Simon Eykens (Antwerpen, 13 oktober 1812 – aldaar, 9 oktober 1891) was een Belgisch componist.
Hij was zoon van handelsreiziger (commis négotiant) Jean François Eykens en Marie Therese Josephine Delforges. Hij overleed in zijn woning in Antwerpen. Hij was getrouwd met Maria Theresia Celestina Van den Wyngaert. Hij was volgens zijn overlijdensakte ridder in de Leopoldsorde.
Hij kreeg zijn eerste muziekopleiding van Antoon-Willem Ravets, organist van de Sint-Augustinuskerk in Antwerpen. Daarna ging hij in de leer bij het Koninklijk Conservatorium Luik. Hij volgde er harmonieleer bij Louis-Joseph Daussoigne-Méhul en piano bij Jules Jalheau. Hij keerde in 1831 alweer terug naar Antwerpen om die stad niet meer te verlaten. Hij gaf er les in notenleer en piano. Samen met Jacques Bender was hij in 1835 een van de initiatiefnemers voor de oprichting van een muziekschool. Deze school zou slechts een aantal jaren bestaan. In 1865 dong Eykens nog mee naar de functie van directeur van de muziekschool van Antwerpen, voorloper van het Koninklijk Conservatorium Antwerpen, maar die functie ging naar Peter Benoit. In 1843 werd hij directeur van het koor Réunion Lyrique Anversoise, dat opging in de Association royale de Sociétés Lyriques d’Anvers, waarvan hij ook nog eens chefdirigent werd. Ook was hij betrokken bij Cercle Artistique, Littéraire et Scientifique d’Anvers.
Van zijn hand verscheen onder meer:
- opus 7: Capricietto sur une Tyrolienne (voor piano)
- opus 9: Bluette musicale sur le dernier Soupir d’Herold (voor piano)
- opus 10: Souvenirs de Robert le Diable, fantaisie pour pianoforte
- opus 11: Souvenirs de l’ambassadrice; fantaisie pour pianoforte
- opus 12: Fantaisie sur al romance de Guido et Ginévra de Halevy
- opus 14: La sylphide, grande valse pour piano
- opus 15: Divertissement sur les motifs de l’opera de Lucie de Lamermoor de Donizetti
- opus 16: Grande fantaisie sur des motifs de l’opera Les martyrs de Donizetti
- opus 22: Deuzieme messe a trois voix avec orgue
- Le départ de Gréty, een opera, uitgevoerd rond 1830 in Luik
- La fille de la Seine aux rives de l’escaut, lyrische scene voor het huwelijk van Leopold I van België met Louise van Orléans
- Le bandit, opera uit 1836
- La clé du jardin, opera uit 1837
- Gloire a Rubens, cantate uit 1840
- Dieu protége le Roi, God sta de koning bij, tweetalige cantate uit 1856, 25 onafhankelijkheid België
- Messe für drei Stimmen mit Begleitung der Orgel (opus 20)
- werken voor koor: Broedergroet, Nachtgezang, Flandre au Lion, Le Vallon, Le Départ du pêcheur, Les Napolitains, Le retour de mai, La Madone des champs, Pierre l’Hermite, Les croisés devant Jérusalem, Hommage à Van Bree, Hommage à la Reine en Hymne à la Sagesse.

- Bibliothèque nationale de France: cb16349403n (data)
- Gemeinsame Normdatei: 1168854202
- International Standard Name Identifier: 0000 0004 2059 722X
- MusicBrainz: ddb5f014-b855-468e-8e35-15d7f7631774
- Nationale Bibliotheek van Tsjechië: xx0180269
- Virtual International Authority File: 305465461
- WorldCat: E39PBJccfYVC78q86vqWxcDpfq